# Simoselaps bimaculatus
Espèce
Synonymes
- Furina bimaculata Duméril, Bibron & Duméril, 1854
- Neelaps bimaculatus (Duméril, Bibron & Duméril, 1854)

Simoselaps bimaculatus est une espèce de serpents de la famille des Elapidae.

## Répartition
Cette espèce est endémique d'Australie. Elle se rencontre en Australie-Occidentale et en Australie-Méridionale.

## Publication originale
- Duméril, Bibron & Duméril, 1854 : Erpétologie générale ou histoire naturelle complète des reptiles. Tome septième. Deuxième partie, p. 781-1536 (texte intégral).